# Scilla Gabel
Scilla Gabel, nome d'arte di Gianfranca Gabellini (Rimini, 4 gennaio 1938), è un'attrice italiana.

## Biografia
Dopo i primi anni trascorsi lungo la riviera romagnola, si trasferisce a Roma per studiare all'Accademia nazionale d'arte drammatica. Dotata di una bellezza aggressiva e di valide qualità drammatiche, in seguito entra nel mondo dello spettacolo e del cinema. L'insieme delle sue caratteristiche fisiche, unite a un seno prosperoso e a una certa somiglianza con Sophia Loren, le permettono, infatti, di debuttare nel cinema come sosia e controfigura proprio della diva napoletana in due differenti pellicole: Il ragazzo sul delfino di Jean Negulesco (1957) e Timbuctù di Henry Hathaway.

Scilla Gabel in una scena di La venere dei pirati (1961)

Sul finire degli anni cinquanta si fa conoscere al grande pubblico con la partecipazione allo sceneggiato televisivo Capitan Fracassa, di Anton Giulio Majano, prodotto dalla Rai nel 1958. Parallelamente, proprio in questo periodo, ventenne, inizia anche a recitare a teatro, dove esordisce con attori come Giorgio Albertazzi, Sergio Tofano, Gino Bramieri e Lia Zoppelli. L'attività di teatro per lei termina nel 1974, con la nascita del figlio Emiliano. Nel tempo, la sua bellezza viene sempre più spesso immortalata in varie foto sui rotocalchi popolari e sulle prime copertine: nel 1963, ad esempio, compare nell'edizione americana di Playboy in un articolo dedicato alle nuove attrici europee.
Nel corso degli anni sessanta e anni settanta appare in numerosi film interpretando, anche come protagonista, diverse pellicole tra le quali si possono ricordare: I fuorilegge del matrimonio di Valentino Orsini, Paolo e Vittorio Taviani; alcuni film con Totò, tra i quali: Noi duri, Gambe d'oro, I due colonnelli, Il giorno più corto; e altre pellicole con Ugo Tognazzi: Genitori in blue-jeans, I fuorilegge del matrimonio.
Tuttavia, è nell'attività di teatro e negli sceneggiati televisivi che ottiene maggiori soddisfazioni in compagnie di primo piano e con ruoli significativi, a differenza del cinema dove, invece, partecipando a film di scarso rilievo non diventerà mai un'attrice di primo piano.

## Vita privata
Ha avuto una breve storia con Fred Buscaglione. In seguito si è sposata con il regista Piero Schivazappa, dal quale ha avuto un figlio nel 1974: Emiliano. Nel 1999 il padre, Giuseppe Gabellini, all'età di 87 anni, è morto accoltellato da una signora, inquilina di una villetta di sua proprietà, che non voleva subire lo sfratto.

## Televisione
- Una tragedia americana, sceneggiato televisivo del 1962 diretto da Anton Giulio Majano, dove interpreta Ortensia;
- Odissea (miniserie televisiva), sceneggiato televisivo a puntate del 1968 diretto da Franco Rossi, dove interpreta Elena di Troia, moglie di Menelao.
- E le stelle stanno a guardare, sceneggiato televisivo del 1971 diretto da Anton Giulio Majano, dove interpreta Laura Millington.

Scilla Gabel nello sceneggiato televisivo Dov'è Anna? (1976)

- Dov'è Anna?, sceneggiato televisivo del 1976 (con colonna sonora di Stelvio Cipriani), accanto a Mariano Rigillo e a Pier Paolo Capponi;
- Il garofano rosso, sceneggiato televisivo del 1976;
- L'esclusa, sceneggiato televisivo del 1980;
- Un eroe del nostro tempo, sceneggiato televisivo del 1982;
- Quer pasticciaccio brutto de via Merulana, miniserie televisiva del 1983 per la cui interpretazione venne premiata al Festival del Giallo di Cattolica.

Ancora diretta dal marito recita nella miniserie televisiva Festa di Capodanno, del 1988, con Johnny Dorelli ed Eleonora Giorgi. Questa sarà una delle sue ultime apparizioni in pubblico: anche gli scatti fotografici, storicamente copiosi, finiscono proprio nella seconda metà degli anni ottanta quando Scilla Gabel torna ad essere Gianfranca Gabellini, preferendo ai palcoscenici una vita familiare molto riservata.

### Carosello
Ha partecipato anche a due serie di episodi della rubrica pubblicitaria televisiva Carosello: nel 1959, insieme a Paolo Ferrari, Margherita Bagni e Alberto Carloni, per l'Asti Spumante Cinzano, e nel 1962 per i Baci Perugina, insieme a Frank Sinatra.

## Filmografia

### Cinema
- Tua per la vita, regia di Sergio Grieco (1954)
- Due sosia in allegria, regia di Ignazio Ferronetti (1956)
- Gente felice, regia di Mino Loy (1957)
- La legge del vizio, regia di Maurice Cloche (1958)
- Gambe d'oro, regia di Turi Vasile (1958)
- I ragazzi dei Parioli, regia di Sergio Corbucci (1959)
- Agi Murad, il diavolo bianco, regia di Riccardo Freda (1959)
- Il terrore corre sul fiume (Tarzan's Greatest Adventure), regia di John Guillermin (1959)
- Le canaglie, regia di Maurice Labro (1960)
- Genitori in blue-jeans, regia di Camillo Mastrocinque (1960)
- Noi duri, regia di Camillo Mastrocinque (1960)
- I piaceri del sabato notte, regia di Daniele D'Anza (1960)
- La Venere dei pirati, regia di Mario Costa (1960)
- Il mulino delle donne di pietra, regia di Giorgio Ferroni (1960)
- La grande vallata, regia di Angelo Dorigo (1961)
- Le femmine seminano il vento, regia di Louis Soulanes (1961)
- The Festival Girls, regia di Leigh Jason (1960)
- Mara, regia di Miguel Herrero (1961)
- Il pozzo delle tre verità, regia di François Villiers (1961)
- Il ratto delle Sabine, regia di Richard Pottier (1961)
- Village of Daughters, regia di George Pollock (1962)
- Un branco di vigliacchi, regia di Fabrizio Taglioni (1962)
- Maciste il gladiatore più forte del mondo, regia di Michele Lupo (1962)
- Sodoma e Gomorra, regia di Robert Aldrich (1962)
- Il paladino della corte di Francia, regia di Maurice Régamey (1962)
- I due colonnelli, regia di Steno (1963)
- Il terrore dei mantelli rossi, regia di Mario Costa (1963)
- I diavoli di Spartivento, regia di Leopoldo Savona (1963)
- I fuorilegge del matrimonio, regia di Valentino Orsini, Paolo e Vittorio Taviani (1963)
- Gli schiavi più forti del mondo, regia di Michele Lupo (1964)
- Cadavere per signora, regia di Mario Mattoli (1964)
- La vendetta di Spartacus, regia di Michele Lupo (1964)
- Una storia di notte, regia di Luigi Petrini (1964)
- Il figlio di Cleopatra, regia di Ferdinando Baldi (1964)
- Con rispetto parlando, regia di Marcello Ciorciolini (1965)
- Modesty Blaise - La bellissima che uccide, regia di Joseph Losey (1966)
- Djurado, regia di Giovanni Narzisi (1966)
- Tiro a segno per uccidere, regia di Manfred R. Köhler (1966)
- 100 ragazze per un playboy, regia di Michael Pfleghar (1966)
- Zärtliche Haie, regia di Michel Deville (1967)
- Das große Glück, regia di Franz Antel (1967)
- Bastardo, vamos a matar, non accreditata, regia di Gino Mangini (1971)

### Televisione
- Capitan Fracassa - miniserie TV (1958)
- Women in Love - film TV (1958)
- Ragazza mia - miniserie TV, 2 episodi (1960)
- Una tragedia americana - miniserie TV, 1 episodio (1962)
- La seconda moglie - film TV (1963)
- La donna di fiori - miniserie TV, 1 episodio (1965)
- Odissea - miniserie TV, 2 episodi (1968)
- ...e le stelle stanno a guardare - miniserie TV, 5 episodi (1971)
- Vino e pane - miniserie TV, 4 episodi (1973)
- L'assassinio dei fratelli Rosselli - miniserie TV, 3 episodi (1974)
- Una città in fondo alla strada - miniserie TV, 2 episodi (1975)
- Dov'è Anna? - miniserie TV, 7 episodi (1976)
- Il garofano rosso - miniserie TV (1976)
- L'esclusa - miniserie TV, 3 episodi (1980)
- L'elemento D - miniserie TV, 5 episodi (1981)
- Un eroe del nostro tempo - miniserie TV, 3 episodi (1981)
- Quer pasticciaccio brutto de via Merulana - miniserie TV, 4 episodi (1983)
- Quei trentasei gradini - miniserie TV, 1 episodio (1985)
- Festa di Capodanno - miniserie TV, 1 episodio (1988)

## Prosa radiofonica RAI
- Cara delinquente, di Jack Popplewell, regia di Guglielmo Morandi, trasmessa il 19 novembre 1959.

## Prosa televisiva RAI
- Ragazza mia, sceneggiato di William Saroyan, regia di Mario Landi, trasmesso marzo aprile 1960
- La collana, da Guy de Maupassant con Valeria Valeri, Scilla Gabel, Adolfo Geri regia di Alessandro Brissoni 1962.
- Johnny Belinda, di Elmer Blaney Harris, sceneggiato diretto da Piero Schivazappa e trasmessa dalla RAI  nel dicembre 1969. Interpretazione di Scilla Gabel, Giulio Bosetti, Saro Urzì e Piera Degli Esposti.

## Doppiatrici italiane
- Rosetta Calavetta in Il terrore corre sul fiume, Agi Murad, il diavolo bianco, Il ratto delle Sabine, Il mulino delle donne di pietra, La venere dei pirati
- Rita Savagnone in I due colonnelli, Odissea, Maciste il gladiatore più forte del mondo
- Flaminia Jandolo in I ragazzi dei Parioli
- Miranda Bonansea in Sodoma e Gomorra
- Maria Pia Di Meo in La vendetta di Spartacus
- Noemi Gifuni in Il figlio di Cleopatra

Tra le sue doppiatrici sono indicate anche Luisella Visconti, Fiorella Betti, Gabriella Genta, Vittoria Febbi, Mirella Pace, Melina Martello e Ada Maria Serra Zanetti.